# Erik Jirka
Erik Jirka (sinh 19 tháng 9 năm 1997) là một cầu thủ bóng đá Slovakia thi đấu cho Spartak Trnava ở vị trí tiền vệ cánh.

## Sự nghiệp câu lạc bộ
Anh ra mắt cho Trnava ngày 8 tháng 11 năm 2014 trước Ružomberok.